# James Francis Stafford
James Francis Stafford (Baltimore, Maryland, 26 juli 1932) is een Amerikaans geestelijke en kardinaal van de Rooms-Katholieke Kerk.
Stafford studeerde aan het seminarie van St. Mary in Baltimore en behaalde graden in de letteren, theologie en welzijnswerk. Hij werd op 15 december 1957 tot priester gewijd.
In 1976 werd Stafford benoemd tot hulpbisschop van Baltimore en titulair bisschop van Respecta. Zijn bisschopswijding vond plaats op 29 februari 1976. In 1982 werd hij benoemd tot bisschop van Memphis, Tennessee. Vier jaar later werd hij aartsbisschop van Denver. In die hoedanigheid was hij verantwoordelijk voor de organisatie van de Wereldjongerendagen in 1993.
Op 20 augustus 1996 trad hij als voorzitter van de Pauselijke Raad voor de Leken toe tot de Romeinse Curie. Tijdens het consistorie van 21 februari 1998 nam paus Johannes Paulus II hem op in het College van Kardinalen met de rang van kardinaal-diaken. Hij kreeg de Gesù Buon Pastore alla Montagnola als titeldiakonie. In 2003 werd Stafford benoemd tot grootpenitentiarius van de Apostolische Penitentiarie, een van de hoogste rechters van de Rooms-Katholieke Kerk.
Stafford nam deel aan het conclaaf van 2005. Op 1 maart 2008 werd hij kardinaal-priester; hij kreeg als titelkerk de San Pietro in Montorio.
Op zijn vijfenzeventigste verjaardag in 2007 had Stafford zijn ontslag aangeboden, dat op 2 juni 2009 door paus Benedictus XVI werd aanvaard. Als grootpenitentiarius werd hij opgevolgd door Fortunato Baldelli.